# Binospiron
Binospiron (MDL-73,005-EF) je lek koji deluje kao parcijalni agonist na  somatodendritiskim autoreceptorima, i kao antagonist na postsinaptičkim  receptorima. On ima anksiolitsko dejstvo.